# Roy Lee
Roy Lee est un producteur de cinéma américain, d'origine coréenne, né le 23 mars 1969 à Brooklyn (New York, État de New York).

## Biographie
Après une enfance passée à Bethesda (Maryland), il fait ses études à l'American University et à l'Université George Washington, où il décroche un diplôme de droit. Après une courte carrière en tant qu'avocat d'affaires, il part pour Hollywood en 1996 pour travailler dans l'industrie du cinéma.
Il fonde, en 2001, la société de production Vertigo Entertainment avec Doug Davison afin de produire aux États-Unis des remakes de films asiatiques.

## Filmographie
Producteur

 Producteur délégué

 Coproducteur

 Producteur exécutif
- 2002 :  Le Cercle (The Ring) de Gore Verbinski
- 2004 :  The Grudge de Takashi Shimizu
- 2005 :  Le Cercle 2 (The Ring Two) d'Hideo Nakata
- 2005 :  Dark Water de Walter Salles
- 2006 :  Antartica, prisonniers du froid (Eight Below) de Frank Marshall
- 2006 :  Entre deux rives (The Lake House) d'Alejandro Agresti
- 2006 :  Les Infiltrés (The Departed) de Martin Scorsese
- 2006 :  The Grudge 2 de Takashi Shimizu
- 2007 :  I'm from Rolling Stone (Série télévisée - 10 épisodes)
- 2007 :  Invasion (The Invasion) d'Oliver Hirschbiegel et James McTeigue
- 2008 :  Assassinat d'un président (Assassination of a High School President) de Brett Simon
- 2008 :  The Eye de David Moreau et Xavier Palud
- 2008 :  Spirits (Shutter) de Masayuki Ochiai
- 2008 :  The Echo de Yam Laranas
- 2008 :  The Strangers de Bryan Bertino
- 2008 :  My Sassy Girl d'Yann Samuell
- 2008 :  En quarantaine (Quarantine) de John Erick Dowdle
- 2009 :  Possession de Joel Bergvall et Simon Sandquist
- 2009 :  Les Intrus (The Uninvited) de Charles et Thomas Guard
- 2009 :  The Grudge 3 de Toby Wilkins (Vidéo)
- 2009 :  Alone de Bryan Bertino (Annoncé)
- 2010 :  How to Train Your Dragon de Peter Hastings (Animation)
- 2011 : En quarantaine 2 (Quarantine 2: Terminal) de John Pogue
- 2012 : 7500 de Takashi Shimizu
- 2013 : Old Boy de Spike Lee (coproducteur)
- 2015 :  Five Nights at Freddy's de Gil Kenan
- 2016 :  Lego Ninjago, le film
- 2016 :  Rings de F. Javier Gutiérrez
- 2016 : The Boy de William Brent Bell
- 2019 : La Grande Aventure Lego 2 (The Lego Movie 2: The Second Part) de Mike Mitchell et Trisha Gum
- 2022 : Barbare (Barbarian) de Zach Cregger
- 2023 : The Mother de Niki Caro
- 2023 : Boy Kills World de Moritz Mohr
- 2023 : Une femme en jeu d'Anna Kendrick
- 2024 : The Strangers: Chapter 1 de Renny Harlin
- 2024 : Séduire la mort (Strange Darling) de JT Mollner (en)
- 2024 : Salem (Salem's Lot) de Gary Dauberman
- 2025 : Until Dawn : La mort sans fin (Until Dawn) de David F. Sandberg
- 2025 : Minecraft, le film (A Minecraft Movie) de Jared Hess
- 2025 : Évanouis (Weapons) de Zach Cregger
- 2025 : Marche ou crève (The Long Walk) de Francis Lawrence
- 2025 : Ça : Bienvenue à Derry (It: Welcome to Derry) (série TV)